# رنه پیپرس
رنه پیپرس (هلندی: René Pijpers؛ ۱۵ سپتامبر ۱۹۱۷ – ۲۲ مارس ۱۹۴۴) بازیکن فوتبال اهل هلند بود.